# 粗糙毛壳蟹
粗糙毛壳蟹（学名：Pilodius scabriculus）为扇蟹科毛壳蟹属的动物。分布于土阿莫土群岛、圣诞岛、所罗门群岛、马绍尔群岛、吉尔伯特群岛、埃利斯群岛、斐济、澳大利亚东部、菲律宾、越南、查戈斯群岛以及中国大陆的西沙群岛等地，生活环境为海水，主要生活于珊瑚礁丛中。